# 山崎アウトドアランド
山崎アウトドアランド（やまさきアウトドアランド）は、兵庫県宍粟市にあるオートキャンプ場である。

## 概要
旧山崎町時代の1992年（平成4年）に設置された。バードウォッチング、樹木探索、小動物観察（鹿、リスなど）が楽しめるオートキャンプ場。水道、流し台、野外炉、AC電源、水洗トイレなどの設備を備え、ファミリーキャンピング向けの施設となっている。 トレーラーハウスではエアコンも装備されている。

## 利用案内
- 営業期間： 4月1日～10月末まで
- 受付時間： 9時 ‐ 17時

### 設備
- 管理棟
- トレーラーハウス
  - ベッド * 4、ソファー（ベッドとして使用可）、ガス台、流し台、エアコン付き
- 山の家
  - 2段ベッド、AC電源あり。水道、流し台などは屋外
- オートキャンプサイト A、B 区画
  - 流し台付き、AC電源あり（有料）
- オートキャンプサイト D 区画
  - 流し台は共用、AC電源あり（有料）
- ペット併用サイト C 区画
  - ペット同伴可能、流し台は共用、AC電源あり（有料）
- フリーサイト
  - バーベキューサイト。テントを張り宿泊可能。流し台は共用

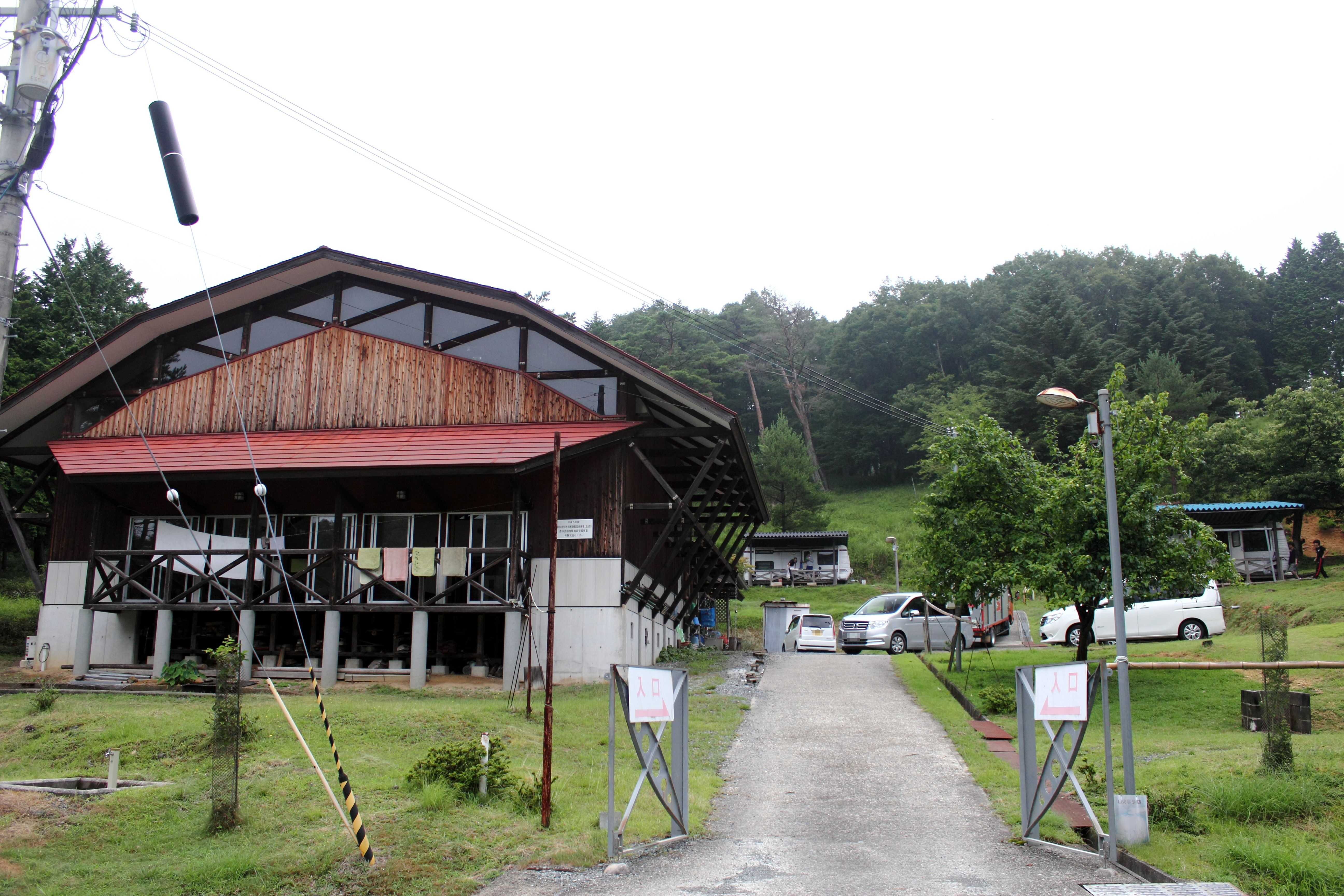
管理棟
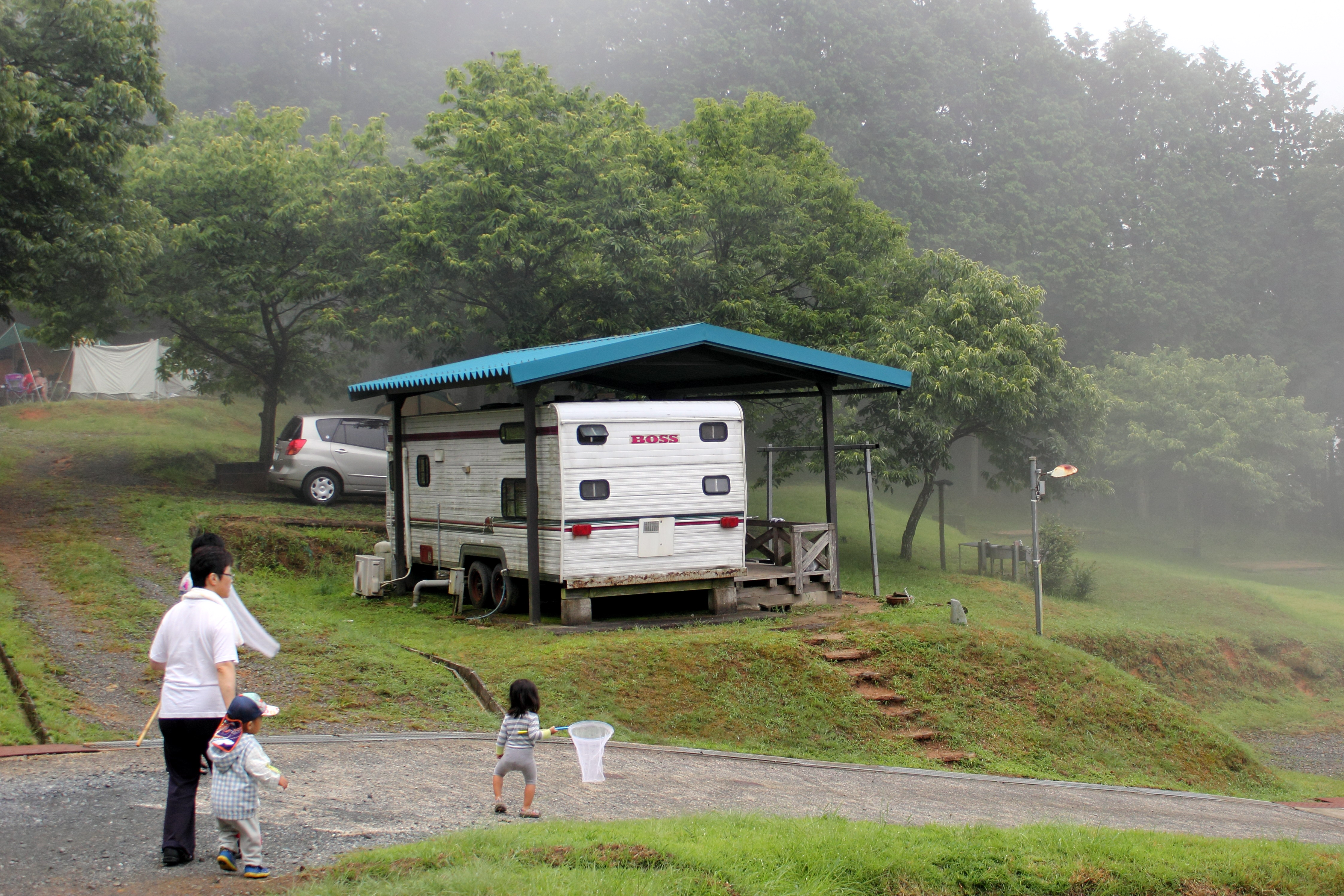
トレーラーハウス
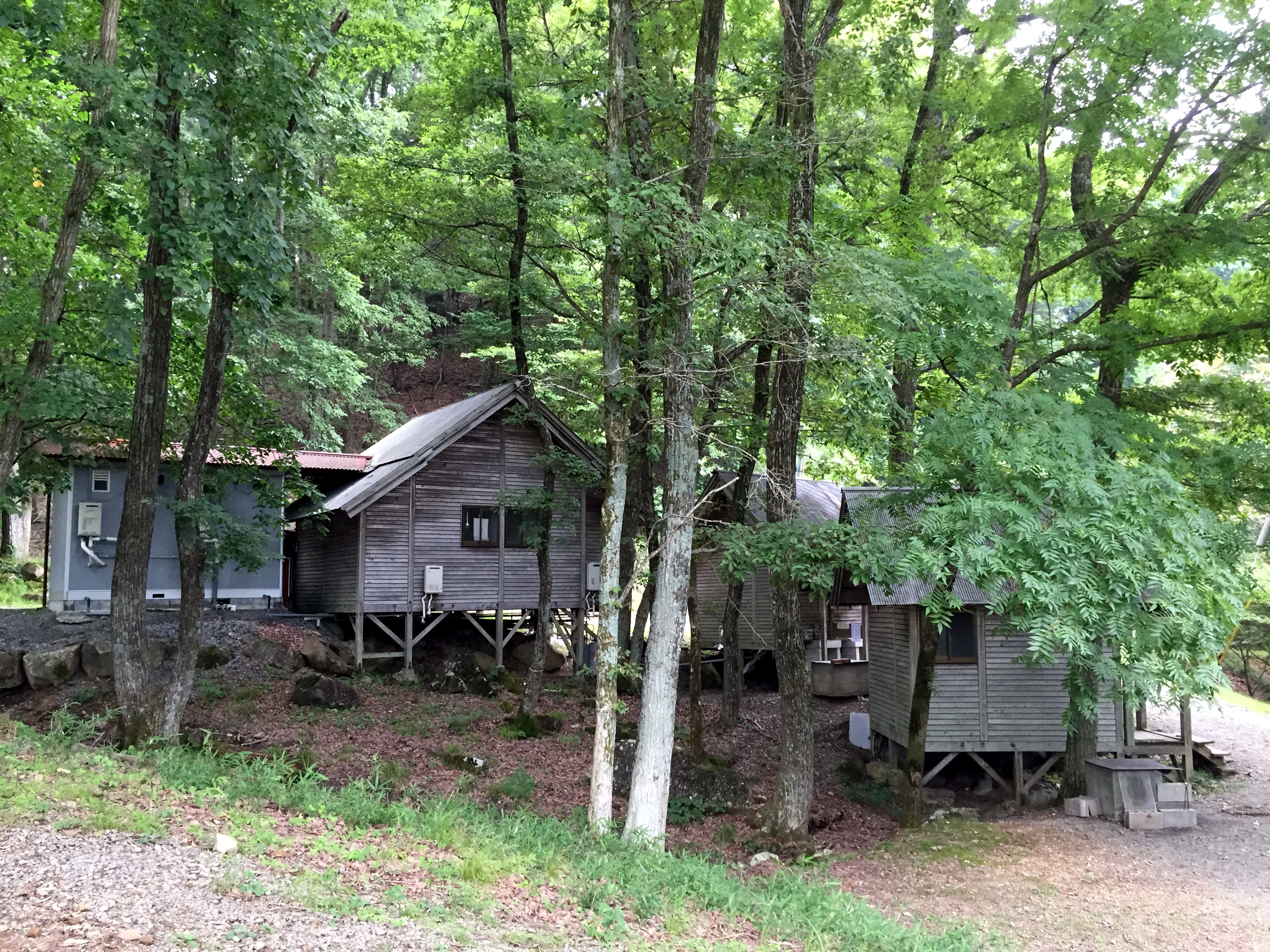
山の家

### レンタル品等
- テント、シュラフ、マット、毛布、ハンモック
- 電気コード、イス、テーブル、鍋、食器セット、やかん等

## 周辺・施設等
- 生谷温泉「伊沢の里」

## アクセス
- 中国自動車道 山崎インターチェンジより20km（ルートA：県道429号線 経由）
- 中国自動車道 山崎インターチェンジより26km（ルートB：県道53号線、県道154号線、県道520号線 経由）